# Zhang Wenzhao
Pour les articles homonymes, voir Zhang.
Dans ce nom chinois, le nom de famille, Zhang, précède le nom personnel.
Zhang Wenzhao, né le 28 mai 1987 à Anshan en Chine, est un footballeur chinois qui évolue au poste de milieu de terrain au Guangzhou Evergrande,.

## Biographie
En 2006, Zhang Wenzhao commence sa carrière avec le Shenzhen FC.
En 2009, Zhang Wenzhao rejoint Changchun Yatai. Le 28 mars 2009, il dispute sa première rencontre de Championnat de Chine par une victoire (1-0) face à Jiangsu Suning. Le 7 mai, il inscrit son premier but face à Henan Jianye FC (défaite 3-2).  Le 23 février 2010, il dispute son premier match de Ligue des champions de l'AFC face au club japonais Kashima Antlers (défaite 1-0). Après avoir passé quatre années au Changchun Yatai, Zhang joue 116 matchs avec 15 buts inscrit et huit passes décisives délivrés.
En janvier 2014, Zhang Wenzhao part à Shandong Luneng Taishan. Au terme de la saison 2014, il remporte son premier trophée qui est la Coupe de Chine. 
En juillet 2016, Zhang part chez le champion de Chine le Guangzhou Evergrande avec pour entraîneur Luiz Felipe Scolari. Il y remporte une seconde fois la Coupe, mais aussi deux championnats.
En 2019, il est prêté pour une saison à Beijing Renhe où il effectue 12 matchs pour un seul but inscrit.
Il fait ses débuts dans la sélection nationale le 22 juin 2014 face à la Macédoine. Au total, il joue quatre matchs avec l'équipe nationale.

## Palmarès
- Champion de Chine en 2016 et 2017 avec le Guangzhou Evergrande
- Vainqueur de la Coupe de Chine en 2016 avec le Guangzhou Evergrande
- Vainqueur de la Coupe de Chine en 2014 avec le Shandong Luneng Taishan